# 今宵、212号室で
『今宵、212号室で』（こよいにひゃくじゅうにごうしつで、Chambre 212）は2019年のフランス・ルクセンブルク・ベルギーのロマンティック・コメディ映画。
監督・脚本はクリストフ・オノレ、出演はキアラ・マストロヤンニ、ヴァンサン・ラコスト、バンジャマン・ビオレなど。
破局の危機に瀕した1組の夫婦が体験する不思議な一夜を描いている。
実生活で元夫婦のマストロヤンニとビオレが夫婦を演じていることが話題になった。
2019年5月に開催された第72回カンヌ国際映画祭で主演のマストロヤンニがある視点部門最優秀演技賞を受賞した。

## ストーリー
大学教員のマリアは付き合いはじめてから25年、結婚してから20年になる夫リシャールとパリのアパルトマンで2人暮らしをしている。夫とは「兄妹」のような関係になってしまったと感じているマリアは教え子たちをつまみ食いする浮気を繰り返していたが、ある日、リシャールにバレてしまう。25年間、自分は浮気をしていないと怒るリシャールと距離を置くために、マリアはアパルトマンの真向かいにあるホテルの212号室で一晩を過ごすことにする。ホテルの窓からは夫の様子がつぶさに見える。
ホテルの部屋で寝ていたマリアが物音で目を覚ますと、そこには25歳のリシャールがおり、夫を裏切った上にアパルトマンを出てきたマリアを責める。動揺するマリアだったが、若くてハンサムなリシャールとセックスしてしまう。ことを終えたマリアの前に今度はリシャールが15歳からマリアと結婚するまで交際していた年上の女性イレーヌが20年前の姿のままで現れる。イレーヌはマリアと結婚したリシャールとは二度と会わないと誓って別れたものの、リシャールを忘れられないと言う。さらに、亡くなった母や祖母が現れてマリアの奔放な男性遍歴を責める。マリアに唆されたこともあり、イレーヌは今のリシャールに会いに行く。リシャールは昔と変わらぬイレーヌの姿に驚きつつも、マリアに裏切られた傷心をイレーヌで癒そうとする。しかし、リシャールとの復縁を強く望むイレーヌに対し、リシャールはマリアと別れるつもりは全くなく、イレーヌはその現実を思い知らされる。一方、マリアの前には彼女の「意思」を具現化した存在やこれまで浮気した相手の男たちが次々と現れる。こうして、結婚は間違いではなかったのか、別の選択もあったのではないかと考えさせられたマリアとリシャールだったが、この奇妙な体験を通じて改めて互いを理解するようになる。
夜が明けてホテルを出たマリアは、そこでリシャールと顔を合わせる。リシャールが「今夜は家に帰るか?」と尋ねると、マリアは「そうね。予定もないし」と答え、歩いて仕事に向かう。

## キャスト
- マリア: キアラ・マストロヤンニ - 司法・訴訟史を専門とする大学教員。
- 25歳のリシャール: ヴァンサン・ラコスト
- イレーヌ・アフナー: カミーユ・コッタン - リシャールのピアノ教師で青春時代の年上の恋人。
- リシャール: バンジャマン・ビオレ
- 20年後のイレーヌ: キャロル・ブーケ - 海辺の家で女性と暮らしている。
- マリアの意思: ステファーヌ・ロジェ - 歌手シャルル・アズナヴールのそっくりさん。
- アズドルバル・エレクトラ: ハリソン・アレバロ - マリアの浮気相手で教え子の学生。
- マリアの母: マリー＝クリスティーヌ・アダム（フランス語版）

## 作品の評価

### 映画批評家によるレビュー
アロシネによれば、フランスの39のメディアによる評価の平均点は5点満点中4.1点である。
Rotten Tomatoesによれば、批評家の一致した見解は「タイトル（英題：『On a Magical Night』）の夕暮れほど特異ではないが、『今宵、212号室で』はちょっとしたロマンティックな雰囲気に浸りたい観客を満足させるには十分にフランス人らしい奇抜な言動を見せてくれる。」であり、31件の評論のうち高評価は65%にあたる20件で、平均点は10点満点中6.2点となっている。
Metacriticによれば、12件の評論のうち、高評価は4件、賛否混在は8件、低評価はなく、平均点は100点満点中53点となっている。

### 受賞歴
第72回カンヌ国際映画祭でキアラ・マストロヤンニがある視点部門最優秀演技賞を受賞している。